# Черулли, Винченцо
| Открытые астероиды: 1 | Открытые астероиды: 1 |
| --------------------- | --------------------- |
| (704) Интерамния      | 2 октября 1910        |

Винченцо Черулли (итал. Vincenzo Cerulli (20 апреля 1859 — 31 мая 1927) — итальянский астроном и математик, первооткрыватель астероидов, который работал в обсерватории Коллурания, где 2 октября 1910 года им был обнаружен крупный астероид (704) Интерамния.

## Биография
Родился в Терамо, окончил физический факультет Римского университета в 1881, после чего четыре года стажировался в качестве наблюдателя в Германии в обсерваториях Бонна и Берлина. После возвращения в Италию работал волонтёром в обсерватории Колледжо Романо, где он составил с Элиа Миллозевиком каталог 1291 звёзд.
В 1890 основал в Терамо частную обсерватории, которую назвал «Астрономическая обсерватория Коллурания». Обсерватория была оснащена рефрактором Кука с 40-см апертурой.
Черулли на протяжении всей жизни вёл наблюдения в этой обсерватории. Наблюдал двойные звёзды, астероиды, занимался вычислением орбит малых планет, подтвердил медленное вращение Венеры вокруг своей оси. Одним из первых стал широко использовать фотографию в астрономических исследованиях.
Активно наблюдал Марс и был противником теории каналов Марса, считая их оптической иллюзией. Был членом многих международных организаций и президентом Итальянского астрономического общества.
В знак признания его заслуг в честь него был назван кратер на Марсе и один из астероидов (366) Винчентина.

## Публикации
- Marte nel 1896-97, con tre tavole, Collurania, Teramo, 1898.
- Nuove osservazioni di Marte. Saggio di una interpreatazione ottica delle sensazioni aeroscopiche, Roma, Unione tip. coop., 1900.
- Proposta di un catalogo stellare intieramente fondato sulla fotografia, in «Memorie della società degli Spettroscopisiti italiani», Roma, vol. XXXVI, 1907.